# Уньба
Уньба (тат. Өмбе) — деревня в Высокогорском районе Республики Татарстан, в составе Ташлы-Ковалинского сельского поселения.

## География
Деревня находится на реке Шимяковка, в 25 км к северо-востоку от районного центра, посёлка железнодорожной станции Высокая Гора.

## История
Первоисточники упоминают о деревне с 1602-1603 годов.
В сословном плане, в XVIII веке и вплоть до 1860-х годов, татарское население деревни причислялось к государственным крестьянам.
По данным переписей, население деревни увеличивалось с 24 душ мужского пола в 1782 году до 511 человек в 1938 году. В последующие годы численность населения деревни постепенно уменьшалась и в 2017 году составила 146 человек.
По сведениям из первоисточников, в 1842 году в деревне была построена мечеть, существовавшая и в начале XX столетия. Мечеть в деревне была построена также в 2016 году.
В «Списке населенных мест по сведениям 1859 года», изданном в 1866 году, населённый пункт упомянут как казённая деревня Уньба 3-го стана Казанского уезда Казанской губернии. Располагалась при безымянном ключе, по левую сторону Сибирского почтового тракта, в 40 верстах от губернского города Казани и в 18 верстах от становой квартиры в казённой деревне Верхние Верески. В деревне в 28 дворах жили 258 человек (126 мужчин и 132 женщины). Была мечеть.
Административно, до 1920 года деревня относилась к Казанскому уезду Казанской губернии, с 1965 года относится к Высокогорскому району Татарстана.

## Экономика и инфраструктура
Полеводство, животноводство; эти виды деятельности, а также пчеловодство и некоторые промыслы являлись основными для жителей деревни также в XVIII-XIX столетиях.
В деревне действуют клуб, библиотека.